# Tour de Flandes 2022
La 106.ª edición de la clásica ciclista Tour de Flandes (nombre oficial en neerlandés y francés: Ronde van Vlaanderen / Tour des Flandres) fue una carrera en Bélgica que se celebró el 3 de abril de 2022 con inicio en la ciudad de Brujas y final en la ciudad de Oudenaarde sobre un recorrido de 272,5 kilómetros.
La carrera formó parte del UCI WorldTour 2022, calendario ciclístico de máximo nivel mundial, siendo la duodécima carrera de dicho circuito y fue ganada por el neerlandés Mathieu van der Poel del Alpecin-Fenix. Completaron el podio, como segundo y tercer clasificado respectivamente, el también neerlandés Dylan van Baarle del INEOS Grenadiers y el francés Valentin Madouas del Groupama-FDJ.

## Equipos participantes
Tomaron parte en la carrera 24 equipos: 17 de categoría UCI WorldTeam y 7 de categoría UCI ProTeam. Formaron así un pelotón de 167 ciclistas de los que acabaron 103. Los equipos participantes fueron:
| WorldTeams (17)- AG2R Citroën Team - Astana Qazaqstan Team - Bahrain Victorious - Bora-Hansgrohe - Cofidis - EF Education-EasyPost - Groupama-FDJ - Ineos Grenadiers - Intermarché-Wanty-Gobert Matériaux - Jumbo-Visma - Lotto-Soudal - Movistar Team - Quick-Step Alpha Vinyl - BikeExchange-Jayco - Team DSM - Trek-Segafredo - UAE Team Emirates ProTeams (7)- Alpecin-Fenix - Arkéa-Samsic - B&B Hotels-KTM - Bingoal Pauwels Sauces WB - TotalEnergies - Sport Vlaanderen-Baloise - Uno-X Pro Cycling Team |
| |

## Clasificación final
La clasificación finalizó de la siguiente forma:
| \| Clasificación general \| Clasificación general \| Clasificación general \| Clasificación general \| Clasificación general \| \| Ciclista \| Ciclista \| Equipo \| Tiempo \| \| \| --------------------- \| --------------------- \| ---------------------------------- \| --------------------- \| --------------------- \| \| 1.º \| Mathieu van der Poel \| Alpecin-Fenix \| 6 h 18 min 30 s \| \| \| 2.º \| Dylan van Baarle \| Ineos Grenadiers \| + 0 s \| \| \| 3.º \| Valentin Madouas \| Groupama-FDJ \| + 0 s \| \| \| 4.º \| Tadej Pogačar \| UAE Team Emirates \| + 0 s \| \| \| 5.º \| Stefan Küng \| Groupama-FDJ \| + 2 s \| \| \| 6.º \| Dylan Teuns \| Bahrain Victorious \| + 2 s \| \| \| 7.º \| Fred Wright \| Bahrain Victorious \| + 11 s \| \| \| 8.º \| Mads Pedersen \| Trek-Segafredo \| + 48 s \| \| \| 9.º \| Christophe Laporte \| Jumbo-Visma \| + 48 s \| \| \| 10.º \| Alexander Kristoff \| Intermarché-Wanty-Gobert Matériaux \| + 48 s \| \| \| 11.º \| Michael Matthews \| BikeExchange-Jayco \| + 48 s \| \| \| 12.º \| Jan Tratnik \| Bahrain Victorious \| + 48 s \| \| \| 13.º \| Tiesj Benoot \| Jumbo-Visma \| + 1 min 02 s \| \| \| 14.º \| Thomas Pidcock \| Ineos Grenadiers \| + 1 min 05 s \| \| \| 15.º \| Greg Van Avermaet \| AG2R Citroën Team \| + 1 min 07 s \| \| \| 16.º \| Danny van Poppel \| Bora-Hansgrohe \| + 1 min 07 s \| \| \| 17.º \| Matis Louvel \| Arkéa-Samsic \| + 1 min 07 s \| \| \| 18.º \| John Degenkolb \| Team DSM \| + 1 min 07 s \| \| \| 19.º \| Mike Teunissen \| Jumbo-Visma \| + 1 min 07 s \| \| \| 20.º \| Alex Aranburu \| Movistar Team \| + 1 min 07 s \| \| |                      |                                    |                 |
| |                      |                                    |                 |
| Fuente: ProCyclingStats |                      |                                    |                 |
| Clasificación general |                      |                                    |                 |
| Ciclista | Ciclista             | Equipo                             | Tiempo          |
| 1.º | Mathieu van der Poel | Alpecin-Fenix                      | 6 h 18 min 30 s |
| 2.º | Dylan van Baarle     | Ineos Grenadiers                   | + 0 s           |
| 3.º | Valentin Madouas     | Groupama-FDJ                       | + 0 s           |
| 4.º | Tadej Pogačar        | UAE Team Emirates                  | + 0 s           |
| 5.º | Stefan Küng          | Groupama-FDJ                       | + 2 s           |
| 6.º | Dylan Teuns          | Bahrain Victorious                 | + 2 s           |
| 7.º | Fred Wright          | Bahrain Victorious                 | + 11 s          |
| 8.º | Mads Pedersen        | Trek-Segafredo                     | + 48 s          |
| 9.º | Christophe Laporte   | Jumbo-Visma                        | + 48 s          |
| 10.º | Alexander Kristoff   | Intermarché-Wanty-Gobert Matériaux | + 48 s          |
| 11.º | Michael Matthews     | BikeExchange-Jayco                 | + 48 s          |
| 12.º | Jan Tratnik          | Bahrain Victorious                 | + 48 s          |
| 13.º | Tiesj Benoot         | Jumbo-Visma                        | + 1 min 02 s    |
| 14.º | Thomas Pidcock       | Ineos Grenadiers                   | + 1 min 05 s    |
| 15.º | Greg Van Avermaet    | AG2R Citroën Team                  | + 1 min 07 s    |
| 16.º | Danny van Poppel     | Bora-Hansgrohe                     | + 1 min 07 s    |
| 17.º | Matis Louvel         | Arkéa-Samsic                       | + 1 min 07 s    |
| 18.º | John Degenkolb       | Team DSM                           | + 1 min 07 s    |
| 19.º | Mike Teunissen       | Jumbo-Visma                        | + 1 min 07 s    |
| 20.º | Alex Aranburu        | Movistar Team                      | + 1 min 07 s    |

## Ciclistas participantes y posiciones finales
Convenciones:
- AB-N: Abandono en la etapa "N"
- FLT-N: Retiro por llegada fuera del límite de tiempo en la etapa "N"
- NTS-N: No tomó la salida para la etapa "N"
- DES-N: Descalificado o expulsado en la etapa "N"

## UCI World Ranking
El Tour de Flandes otorgó puntos para el UCI World Ranking para corredores de los equipos en las categorías UCI WorldTeam, UCI ProTeam y Continental. Las siguientes tablas son el baremo de puntuación y los diez corredores que obtuvieron más puntos:
| Posición   | 1.º | 2.º | 3.º | 4.º | 5.º | 6.º | 7.º | 8.º | 9.º | 10.º | 11.º | 12.º | 13.º | 14.º | 15.º | 16.º-20.º | 21.º-30.º | 31.º-50.º | 51.º-55.º | 56.º-60.º |
| Puntuación | 500 | 400 | 325 | 275 | 225 | 175 | 150 | 125 | 100 | 85   | 70   | 60   | 50   | 40   | 35   | 30        | 20        | 10        | 5         | 3         |

| Clasificación |                      |                                    |        |
| Posición      | Ciclista             | Equipo                             | Puntos |
| ------------- | -------------------- | ---------------------------------- | ------ |
| 1.º           | Mathieu van der Poel | Alpecin-Fenix                      | 500    |
| 2.º           | Dylan van Baarle     | INEOS Grenadiers                   | 400    |
| 3.º           | Valentin Madouas     | Groupama-FDJ                       | 325    |
| 4.º           | Tadej Pogačar        | UAE Emirates                       | 275    |
| 5.º           | Stefan Küng          | Groupama-FDJ                       | 225    |
| 6.º           | Dylan Teuns          | Bahrain Victorious                 | 175    |
| 7.º           | Fred Wright          | Bahrain Victorious                 | 150    |
| 8.º           | Mads Pedersen        | Trek-Segafredo                     | 125    |
| 9.º           | Christophe Laporte   | Jumbo-Visma                        | 100    |
| 10.º          | Alexander Kristoff   | Intermarché-Wanty-Gobert Matériaux | 85     |